# 惇怡皇貴妃
溫惠皇貴太妃（1683年—1768年），瓜爾佳氏，满洲镶红旗人，宁古塔三道亮子人。《宁安县志》記其乳名為旱九春。京旗三品協領祜滿之四女。 康熙帝之妃嬪，因其曾撫育過弘曆之故，被晉為太妃。

## 生平
康熙二十二年（1683年）十月十六日出生。康熙三十年間在外八旗選秀中被指定為內庭主位。当时後宫册封制度不完善，故瓜爾佳氏在康熙三十九年封為和嬪前，是为庶妃。
康熙三十九年（1700年）十二月，冊封佟佳氏為貴妃，同時冊封瓜爾佳氏與衛氏為嬪，稱為和嬪，時年十七歲。康熙四十年（1701年）十月十八日，和嬪生皇十八女，不久即殤。
康熙五十七年（1718年）四月，康熙帝告訴禮部要冊封后宮中六位年齡在四十至六十歲，生育皇子，“雖稱妃嬪、尚未受封”的嬪御為妃嬪。和嬪雖有正式封號，亦在其列。同年十二月辛未，與博爾濟錦氏、達甲氏等人受封，稱為和妃。
康熙帝後期，貴妃与和妃曾抚育过皇孫弘曆。
康熙六十一年（1722年），雍正帝繼位，依照慣例(同康熙時期)，必須尊封皇考遺留的先朝妃嬪。奉皇太后懿旨稱和妃奉事康熙皇帝最為謹慎，應將和妃封為貴妃。雍正二年（1724年）六月，和妃與諸位先朝妃嬪同時晉尊封禮，遣官封為皇考和貴妃。
乾隆元年，遣官封為皇祖和太妃。
乾隆八年春四月初一，壽祺皇貴太妃佟佳氏逝世。乾隆八年（1743年）秋七月，乾隆帝以幼年時曾受過瓜爾佳氏撫育之故，由溫惠貴太妃晉封其為溫惠皇貴太妃。同年十一月二十七日辰時，行尊封禮，乾隆帝行二跪六叩禮，溫惠貴太妃起座立受。
乾隆二十七年十月十六日，溫惠皇貴太妃八旬壽辰，光布料就用了烏綾包頭九卷、縐紗包頭九卷、石青緞織五彩八團金龍褂料一匹、錦二匹、片金三匹、金壽字緞一匹、大卷緞十八匹、漳絨九匹、大卷紗九匹、綾九匹、春綢九匹、濮浣縐九匹、縐綢九匹。
乾隆三十三年三月十四日，卒於寧壽新宮院內的景福宮，享年八十六歲。同年五月，賜諡曰惇怡皇貴妃；十月十二日葬景陵雙妃園寢。惇怡皇貴妃是聖祖諸妃最後逝世者。

## 軼事
乾隆三十三年三月，景福宫温惠皇贵太妃去世后，乾隆帝着手调查景福宫屡年出入银钱账目不清一案。自乾隆九年至乾隆三十三年二月，温惠皇贵太妃共得人参九十五斤十四两，其中的四十斤十二两五钱交由太监去变卖。自乾隆十八年至乾隆三十三年二月，龚三德与马进喜、陈顺共同经管太妃宫中人参变卖事项，共得银六千九百八十六两三钱。这笔银两虽然已经入账，但存在“所卖价值以多报少、每次各有侵赚”的情况。

## 延伸阅读
[在维基数据编辑]
 《清史稿/卷214》，出自趙爾巽《清史稿》